# カフェ・ボヘミア
カフェ・ボヘミア (Café Bohemia) は、ニューヨークのグリニッジ・ヴィレッジ地区のバロウ・ストリート (Barrow Street) 15番地に所在するジャズ・クラブ。オリジナルの店は、1955年から1960年にかけて存続したが、その後2019年10月から、元の同じ場所で復活した。

## 歴史
このクラブは、ジミー・ガロフォロ (Jimmy Garofolo) が1955年に開業した。もともとガロフォロは、1949年からこの場所を所有し、レストランやバー、舞台のある施設などとして、いろいろな業態をここで試みたがいずれも上手くいかなかった。1955年当時、通りを挟んで店の向かい側に、サクソフォーン奏者のチャーリー・パーカーが、詩人テッド・ジョーンズと同居して住んでいた。パーカーは、タダで酒を飲ませてくれれば、クラブで演奏するとガロフォロに申し出、これをきっかけに、正式な形ではなかったが、この場所でジャズ・クラブが始まったが、これは短命に終わった。パーカーは、カフェ・ボヘミアとの契約が正式に始まる前の3月に、死んでしまったが、彼の名声は大きな宣伝効果を生み、新たに開業したクラブにはさらに支援が集まった。春からジャズ・クラブとしての営業を始めたカフェ・ボヘミアは、アート・ブレイキーが率い、ホレス・シルヴァーも参加していたオリジナル編成のジャズ・メッセンジャーズがライブ録音をおこなった11月には、既にジャズ・クラブとして有名になっていた。
このクラブで演奏したバンドの中には、最初のマイルス・デイヴィス・クインテット、アート・ブレイキーのオリジナル編成のジャズ・メッセンジャーズ、ケニー・ドーハムのジャズ・プロフェッツなどがいた。一時は、ハービー・ニコルスがインターミッション・ピアニスト (intermission pianist) を務めていた。マイルス・デイヴィスがプレスティッジ・レコードに残した『ワーキン (Workin')』、『リラクシン (Relaxin')』、『スティーミン (Steamin')』、『クッキン (Cookin')』のアルバム群は、カフェ・ボヘミアにおけるグループの演奏の雰囲気を伝えようとするものであった。とりわけそうした特徴が顕著な『ワーキン』では、当時のマイルスのバンドが演奏のセットを締めくくる曲としていた「テーマ (The Theme)」が、AB面それぞれの最後に配されており、また、マイルスとコルトレーン抜きのピアノ・トリオとして演奏される「アーマッズ・ブルース (Ahmad's Blues)」が収録されている。
オスカー・ペティフォードは、このクラブのことを踏まえて、「ボヘミア・アフター・ダーク (Bohemia After Dark)」を作曲した。
マイルス・デイヴィスのアルバム『ラウンド・アバウト・ミッドナイト ('Round About Midnight)』のジャケット写真は、1956年当時にクインテットがこのクラブで演奏している間にマーヴィン・コナーが撮影した7枚の写真のうちの1枚である。この写真は、実際の色彩を捉えたものであるが、ジャケットではオリジナルの画面の一部が切り取られて用いられている。赤の色相は、ステージの上部に設けられていた赤い蛍光灯によるものである。
2019年10月、カフェ・ボヘミアは、もともとあった場所で、1990年に開業したバロウ・ストリート・エール・ハウス (Barrow Street Ale House) の地下に入る形で、復活した。

## キャノンボール・アダレイのニューヨーク・デビュー
1955年6月19日、ジュリアンとナットのアダレイ兄弟は、ジュリアンがニューヨーク大学で大学院修士課程の勉強をするために、揃ってニューヨークに到着した。到着した初日の夜、二人はカフェ・ボヘミアへ赴き、当時クラブのハウス・バンドだったオスカー・ペティフォードのバンドを聴いたが、このグループのサクソフォーン奏者だったジェローム・リチャードソンは、その夜はレコーディング・セッションがあって不在だった。ペティフォードは、客の中にいたチャーリー・ラウズに、代わりに入ってもらえないかと頼んだが、あいにくラウズはサクソフォーンを持参していなかった。ペティフォードは、客の中にいたアダレイがサクソフォーンのケースを持っていることに気づき、ラウズに、その男から楽器を借りられないかきいてみてくれと頼んだが、ラウズはその通りにはせず、その見知らぬ男キャノンバールに、代わりに入ってグループと一緒に演奏してみないか、と声をかけた。リーダーのペティフォードは、渋々これに従い、アダレイに演奏させ、一夜にしてアダレイはニューヨークのジャズ・シーンで評判になった。6月21日には、正式な出演者として初めてカフェ・ボヘミアのステージに立ち、6月28日にはケニー・クラークのグループとレコーディングをおこない、7月14日には最初のリーダー・アルバムを吹き込んだのである。1957年10月、アダレイはマイルス・デイヴィス・セクステットの一員になった。

## ライブ演奏が録音されたアルバム
- ケニー・ドーハム - 『カフェ・ボヘミアのケニー・ドーハム ('Round About Midnight at the Café Bohemia)（ブルーノート）
- アート・ブレイキー - 『カフェ・ボヘミアのジャズ・メッセンジャーズ Vol.1 / Vol.2 (At the Cafe Bohemia, Vol. 1-Vol. 2（ブルーノート）
- ランディ・ウェストン - 『ジャズ・ア・ラ・ボヘミア (Jazz à la Bohemia)』（リバーサイド、1956年）
- チャールズ・ミンガス - 『ミンガス・アット・ザ・ボヘミア (Mingus at the Bohemia)』（デビュー、1955年）：『チャールス・ミンガス・クインテット+マックス・ローチ (The Charles Mingus Quintet & Max Roach)』（ファンタジー、1955年）
- ジョージ・ウォーリントン - 『ジョージ・ウォーリントン・ライヴ・アット・カフェ・ボヘミア (George Wallington Quintet at the Bohemia)』（プログレッシブ/プレスティッジ）
- マイルス・デイヴィス・クインテット・ウィズ・ジョン・コルトレーン - 『The Unissued Café Bohemia Broadcasts』 (Domino, 2013)